# 風の谷のナウシカ/風の妖精
『風の谷のナウシカ/風の妖精』（かぜのたにのナウシカ、かぜのようせい）は1984年1月25日に徳間ジャパンからリリースされた安田成美の1stレコード。ANS-2008。

## 概要
女優・安田成美のデビュー曲としてアニメ映画『風の谷のナウシカ』のシンボル・テーマソングとして採用され、映画のタイトルバックにもクレジットされている。映画本編の内容との乖離を理由に監督の宮崎駿とプロデューサーの高畑勲が反対したため、劇中では使用されていないが、当初は主題歌として起用される予定だった。細野晴臣はこのことについて、趣味が合わなかったのだろうとコメントしている。
2019年7月10日に復刻版が発売された。

### 風の谷のナウシカ
オリコンチャートにおいて週間最高では10位、20.9万枚のセールスを記録、安田自身最大のヒット曲となる。
TBS『ザ・ベストテン』では、1984年4月5日に「今週のスポットライト」で、日本テレビ系列『ザ・トップテン』では同年4月16日に「話題曲コーナー」で、それぞれ出演を果たし表題曲を歌唱した。「ベストテン」での歌唱の際には緊張のあまりサビの部分の高い音程で声がかすれてしまった。その瞬間は、「ハプニング集」（同年12月27日放送回）の中に入っていた。
発表から間もないころに制作された予告編や作品に関連する商品のCMでこの楽曲が起用されることがあったが、歌声が音源化されるものとは異なっている。
なお、リリース40周年を記念して、2024年1月31日に4thレコード「銀色のハーモニカ」と併せてセルフカバーした「2024 Ver.」が配信でリリースした。

### 風の妖精
安田も出演したニッポン放送『オールナイトニッポン 風の谷のナウシカスペシャル』（映画公開直前に放送）で、エンディングに使われていた。

## 収録曲
1. 風の谷のナウシカ(4:08)[11]
作詞：松本隆、作曲：細野晴臣、編曲：萩田光雄
2. 風の妖精(4:22)[12]
作詞：松本隆、作曲：細野晴臣、編曲：白井良明

## 収録アルバム
- 安田成美（両曲とも、1984年4月25日）
- アニメージュ・ヴォーカル・コレクション（両曲とも、1990年9月25日）
- アニメージュ・メモリアル・コレクション（2のみ、1992年12月21日）

## カバーしたアーティスト
風の谷のナウシカ
- 久石譲 - 『風の谷のナウシカ シンフォニー編「風の伝説」』（1984年）収録。
- 嶺川貴子 - 『Chat Chat』（1995年）収録。
- 茂森あゆみ - 『ジブリといっしょ』（2006年）収録。
- 坂本龍一・嶺川貴子 - 『細野晴臣トリビュート・アルバム』（2007年）収録。
- 井上あずみ - 『ジブリ名曲セレクション Dear GHIBLI』（2010年）収録。
- 美吉田月 - 『Ska Flavor loves ジブリ Songs』（2010年）収録。
- プリシラ・アーン - カバー・アルバム『ナチュラル・カラーズ』（2012年）収録[13]。
- 手嶌葵 - トリビュート・アルバム『風街であひませう』（2015年）収録[14]。
- 押尾コータロー - 『Tussie mussie II 〜loves cinema〜』（2015年）収録。
- 小松亮太 Feat. 坂本美雨 - 『小松ジャパン ～The Greatest Hits of Ryota Komatsu～』（2018年）収録。
- 山﨑彩音 - 『呼びかけられて』（2020年）収録。
- Daoko - 松本隆トリビュートアルバム『風街に連れてって！』（2021年）収録[15]。
- ザ・なつやすみバンド - 『NEO PARK』（2021年）収録[16]。
- 玉井詩織（ももいろクローバーZ）- スタジオジブリ トリビュートアルバム『ジブリをうたう』（2023年）収録[17]。